# Marcus Amphitheater
Das Marcus Amphitheater ist eine Freiluftbühne in Milwaukee.

## Geschichtliches
Die Freiluftbühne befindet sich am südlichen Ende des Henry Maier Festival Parks in Milwaukee im US-Bundesstaat Wisconsin. Nach einem Konzert von Huey Lewis and the News auf dem Gelände mit einer Kapazität von 15.000 Besuchern im Jahr 1984 wurde das Theater erbaut. Die Veranstaltung hielt mehr als 30.000 Leute, also doppelt so viel wie vorgeschrieben erlaubt war. Bis zur Fertigstellung des Amphitheaters im Jahr 1987 wurde eine Kapazität von 25.000 eingeplant. Das Bauwerk ist seitdem in Besitz der Marcus Corporation, die die Freiluftarena auch führt. Das Unternehmen benannte das Gebäude. Konzerte von international erfolgreichen Künstlern wie Eric Clapton, Prince und den Rolling Stones fanden hier statt.